# Atherinomorus aetholepis
Atherinomorus aetholepis is een straalvinnige vissensoort uit de familie van koornaarvissen (Atherinidae). De wetenschappelijke naam van de soort is voor het eerst geldig gepubliceerd in 2002 door Kimura, Iwatsuki & Yoshino.